# لوسيل يونغ
لوسيل يونغ (بالفرنسية: Lucille Young)‏ هي ممثلة فرنسية وأمريكية، ولدت في 6 مارس 1883 في الولايات المتحدة، وتوفيت في 2 أغسطس 1934 بلوس أنجلوس في الولايات المتحدة.

## وصلات خارجية
- لوسيل يونغ على موقع IMDb (الإنجليزية)
- لوسيل يونغ على موقع أول موفي (الإنجليزية)
- لوسيل يونغ على موقع قاعدة بيانات الأفلام السويدية (السويدية)
- لوسيل يونغ على موقع قاعدة بيانات الفيلم (الإنجليزية)